# جيرسون د. كوهن
جيرسون د. كوهن (بالإنجليزية: Gerson D. Cohen)‏ هو حاخام أمريكي، ولد في 26 أغسطس 1924 في نيويورك في الولايات المتحدة، وتوفي بنفس المكان في 15 أغسطس 1991.